# Trondra
Die schottische Insel Trondra gehört zum Civil parish Tingwall. Sie liegt knapp zehn Kilometer südwestlich von Lerwick und ist über eine Brücke mit der Hauptinsel Mainland verbunden. Eine weitere Brücken- und Straßenverbindung besteht mit der Nachbarinsel West Burra und Hamnavoe, dem Hauptort dieser Insel. Trondra hat eine Ausdehnung von etwa 5 × 1 km und hat eine Oberfläche knapp 3 km².
Die Landwirtschaft (insbesondere die Viehzucht) prägt das Bild der recht flachen und baumlosen Insel. Seit dem Brückenbau nimmt die Einwohnerzahl ständig zu. Viele der derzeit gut 130 Einwohner arbeiten in Lerwick, dem Hauptort der Shetlandinseln. Archäologische Ausgrabungen gibt es auf der kleinen Insel nicht, es stehen aber einige Übernachtungsmöglichkeiten zur Verfügung.